# A1 Telekom Austria
A1 Telekom Austria (A1, A eins) è il principale operatore di rete fissa e mobile in Austria, con 5,4 milioni di clienti di telefonia mobile e 2,3 milioni di telefonia fissa. A1 Telekom Austria trae le sue origini dalla prima rete di telefonia mobile GSM in Austria, che ha iniziato i test nel 1992 e le operazioni commerciali nel 1994, con il nome di Mobilkom Austria, poi parte dell'agenzia statale PTT austriaca Post- und Telegraphenverwaltung (PTV, ÖPT) fino alla sua scissione in una società propria nel 1996. Dopo la fusione di Mobilkom con A1 Telekom Austria Group nel luglio 2010, opera con il nuovo nome di A1 Telekom Austria.
A1 Telekom Austria è una società controllata al 100% dal Gruppo A1 Telekom Austria. A1 Telekom Austria offre la convergenza fisso-mobile. Il portafoglio prodotti comprende telefonia fissa e mobile, internet, servizi IT, IPTV, servizi all'ingrosso e servizi di pagamento mobile. Offre prodotti con i marchi A1 (offerta completa di servizi), Bob e Yesss! (marchi collaterali low cost di telefonia mobile) e Red Bull MOBILE (collaborazione con Red Bull).
L'A1 Telekom Austria Group conta attualmente oltre 24 milioni di utenti in 8 Stati. Ha creato più di 4 miliardi di euro e ha più di 17.500 dipendenti. Il gruppo è l'unità europea della società América Móvil, il terzo fornitore di servizi wireless al mondo.
L'A1 Telekom Austria Group opera anche nei seguenti mercati: Bielorussia, Bulgaria, Croazia, Macedonia del Nord, Serbia e Slovenia.

## Storia
L'attuale A1 Telekom Austria AG deriva originariamente dall'agenzia statale PTT austriaca Post- und Telegraphenverwaltung, fondata nel 1887 e incorporata nel 1996 dalla neonata Post und Telekom Austria AG (PTA). Dopo lo scissione di Österreichische Post AG nel 1998, ha operato con il nome di Telekom Austria AG. Nel giugno 2006, Telekom Austria AG è stata suddivisa nella holding strategica Telekom Austria Group e in Telekom Austria fixnet AG, responsabile delle attività austriache. Telekom Austria fixnet AG è stata rinominata poco tempo dopo Telekom Austria TA AG e infine rinominata A1 Telekom Austria dopo la fusione con Mobilkom Austria AG l'8 luglio 2010.
Le filiali precedentemente estere di Mobilkom Austria AG sono state poste sotto il controllo diretto di Telekom Austria dopo la fusione. Di conseguenza, A1 Telekom Austria è attualmente responsabile in via esclusiva anche del mercato austriaco nel settore della telefonia mobile. Con questa fusione organizzativa delle sue divisioni di telefonia fissa e mobile, Telekom Austria ha seguito la tendenza globale degli anni 2000 e 2010 a invertire la separazione delle operazioni di telefonia fissa e mobile avvenuta negli anni Novanta.
In seguito all'acquisizione di Orange Austria da parte di Hutchison Drei, A1 ha acquisito da Orange il marchio discount Yesss! per 390 milioni di euro.
Il 14 giugno 2011 è stata creata un'identità di marchio comune per tutte le aree di prodotto di A1 Telekom Austria, con la revisione dell'ex marchio di telefonia mobile A1. In precedenza, le aree di prodotto della telefonia vocale fissa (Telekom Austria), di Internet fissa (Aon), della televisione digitale (AonTV) e della telefonia mobile (A1) avevano ciascuna la propria identità di marchio. Oltre a questo marchio comune, A1 Telekom Austria continua a operare con i marchi bob, Yesss! e Red Bull MOBILE.
Nel dicembre 2021, A1 deteneva una quota di mercato del 49,2% nei servizi di Internet a banda larga e del 38,6% nella telefonia mobile vocale. Alla fine del 2021 la società aveva circa 5 milioni di abbonati alla telefonia mobile e 3 milioni alla telefonia fissa.
A1 Austria ha debuttato con il suo nuovo logo il 24 maggio 2018, dopo che la filiale bulgara di Telekom Austria è stata ribattezzata A1 Bulgaria.

## Aree di servizio
L'azienda fornisce connessioni di rete fissa convenzionale (POTS), ISDN, xDSL e Asynchronous Transfer Mode. Gestisce inoltre la rete Datex-P, alla quale sono collegati i terminali Lotto/Toto, gli ATM e i distributori automatici di denaro. L'azienda è anche responsabile della gestione delle cabine telefoniche pubbliche in Austria, 1.000 delle quali sono state tecnicamente aggiornate nel 2003 con le cosiddette stazioni multimediali (MMS), che ora consentono non solo la telefonia ma anche l'accesso a Internet e l'invio di messaggi SMS e immagini.
A1 TV (ex AonTV) trasmette televisione digitale (IPTV) dal marzo 2006. Tramite Mediabox è possibile ricevere più di 150 canali televisivi e oltre 300 stazioni radio, mentre sono disponibili anche il video-on-demand, il collegamento di televisori e PC e altri servizi come l'hard disk online. Nel 2020, l'ex A1 TV è stata ribattezzata A1 Xplore TV, che combina servizi televisivi e di streaming.
Nel settore delle comunicazioni mobili, l'azienda opera sul mercato austriaco con i marchi A1, bob e Red Bull MOBILE e la filiale di Orange Yesss! dal gennaio 2013. Nel periodo da ottobre 2016 alla fine del 2021, le tariffe per gli studenti sono state offerte con il marchio Educom in collaborazione con Edustore.

## Infrastrutture di rete
L'azienda ha lanciato il GPRS nel 2000. Tre anni dopo, A1 ha introdotto il 3G UMTS che è stato aggiornato prima all'HSDPA nel 2007 e poi all'HSPA+ nel marzo 2009; seguito dal 4G LTE nel settembre 2010, dal DC-HSPA+ nel dicembre 2010, dall'LTE-A nel 2014, dall'LTE-A Pro nel dicembre 2018 e dal 5G NR nel gennaio 2020. Nell'ottobre 2013 A1 Telekom Austria AG ha acquisito 2 x 70 MHz di frequenze mobili nell'asta multibanda austriaca. La spesa totale è stata di 1,03 miliardi di euro.
Secondo un test condotto dalla rivista specializzata Connect nel 2014, l'azienda ha la migliore rete mobile in Austria, aggiudicandosi il primo posto in otto categorie su nove. Nel gennaio 2020, A1 ha iniziato a gestire la rete 5G ed entro il 2023 la copertura della rete raggiungerà già l'80% della popolazione.
Nel settore della rete fissa, il 97% della popolazione austriaca è attualmente raggiungibile con l'ADSL. A causa dell'aumento esponenziale del volume di dati, cresce l'esigenza di connessioni resilienti, le linee in rame esistenti vengono quindi gradualmente sostituite da linee in fibra ottica. Nel 2014, più di 3 milioni di famiglie e imprese sono state collegate alla rete in fibra ottica A1, pari a circa il 70%.

## Quote di mercato
La quota di mercato nel mercato austriaco della telefonia (fissa e mobile) era del 45,1% alla fine del 2016, del 45,4% per la banda larga e del 39,1% per le connessioni mobili austriache.
A1 Telekom Austria e le società che l'hanno preceduta sono quindi sempre state leader di mercato in termini di numero di clienti finali in Austria.

## Controversie
Ai Big Brother Awards Austria 2008 (premio negativo), A1 Telekom Austria ha vinto il premio del pubblico per la gestione dei dati dei clienti in relazione all'industria del porno.
A metà novembre 2017, la società è stata accusata di non far pagare il volume di dati di alcuni servizi di streaming. L'autorità di regolamentazione ha quindi avviato un'indagine su una possibile violazione della neutralità della rete.

## Sponsorizzazioni
A1 è stato lo sponsor principale della pista A1-Ring, attualmente denominata Red Bull Ring, dal 1996 al 2003, ed è sponsor di squadra dell'Associazione sciistica austriaca (ÖSV) dal 1997.